# Cindy Kiro
Dame Cindy Kiro, all'anagrafe Alcyion Cynthia Simpson (Whangārei, 2 luglio 1958), è una politica neozelandese, governatrice generale della Nuova Zelanda dal 21 ottobre 2021.

## Biografia

### Infanzia

#### Primi anni
Nata a Whangārei, primogenita di sei figli, Kiro è di origine maori (madre) e inglese (padre), discendente delle iwi Ngā Puhi, Ngāti Kahu e Ngāti Hine.

#### Studi
Kiro è cresciuta a South Auckland e ha frequentato la scuola secondaria alla Rutherford High School. Ha poi frequentato la Massey University, ma ha completato il suo Bachelor of Arts in scienze sociali presso l'Università di Auckland. Nel 2001 Kiro ha conseguito il dottorato in politica sociale presso la Massey University per una tesi intitolata Kimihia Hauora Māori = Māori Health Policy and Practice.

### Carriera politica

#### Governatore generale della Nuova Zelanda

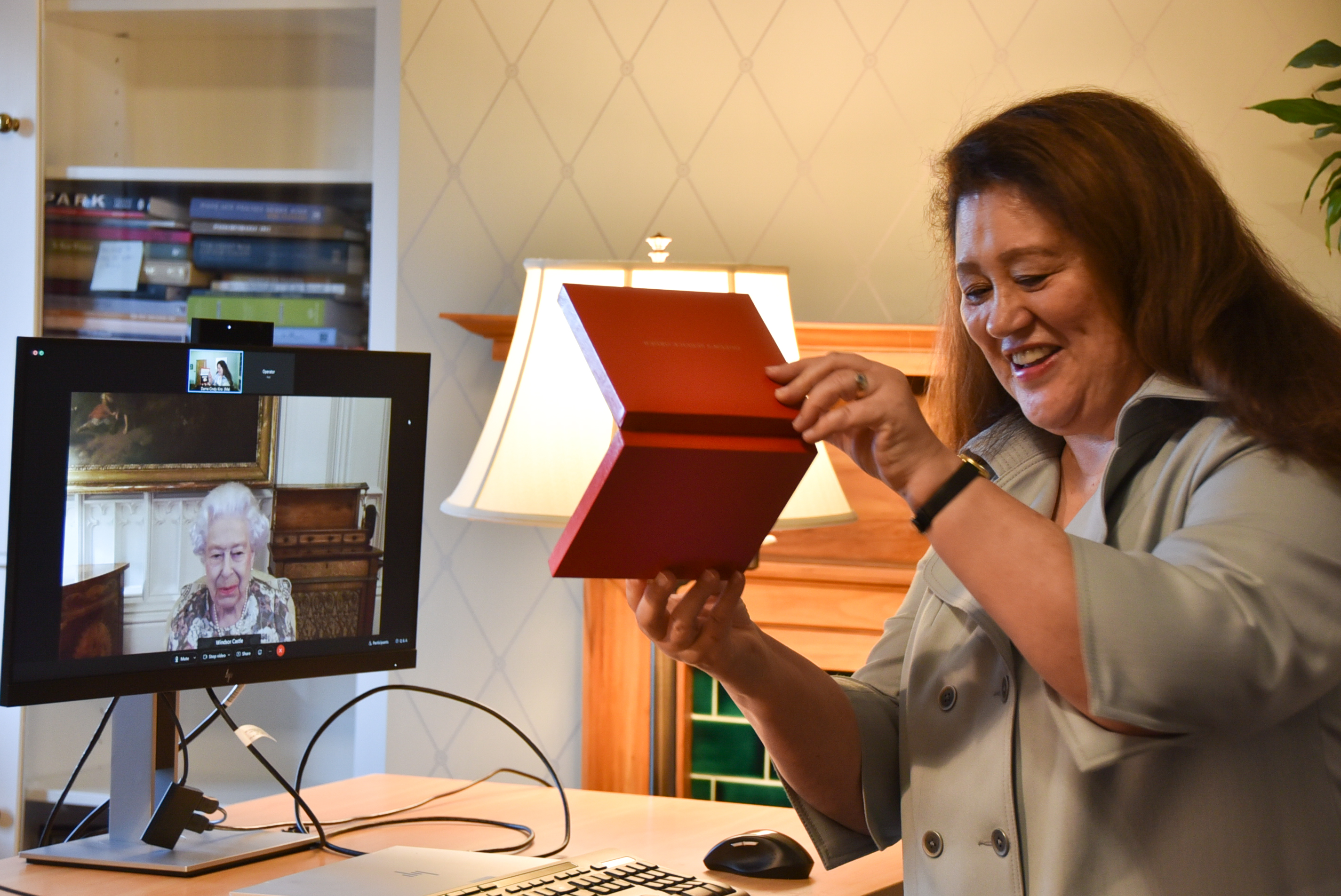
Cindy Kiro con la Regina Elisabetta II durante l'udienza privata effettuata tramite videochiamata il 19 ottobre 2021.

Il 24 maggio 2021, il primo ministro Jacinda Ardern ha annunciato che la Regina Elisabetta II del Regno Unito aveva accettato la sua raccomandazione di nominare Cindy Kiro come prossimo governatore generale della Nuova Zelanda, dal 21 ottobre 2021. Il mandato quinquennale del precedente governatore generale, Dame Patsy Reddy, è terminato il 28 settembre 2021.
Cindy Kiro è la prima Maori donna a divenire governatore generale.
Cindy Kiro è stata nominata Dama di Gran Croce dell'Ordine al Merito della Nuova Zelanda e Compagna dell'Ordine di Servizio della Regina dalla Regina Elisabetta II durante un'udienza privata effettuata tramite videochiamata il 19 ottobre 2021 (18 ottobre ora britannica).

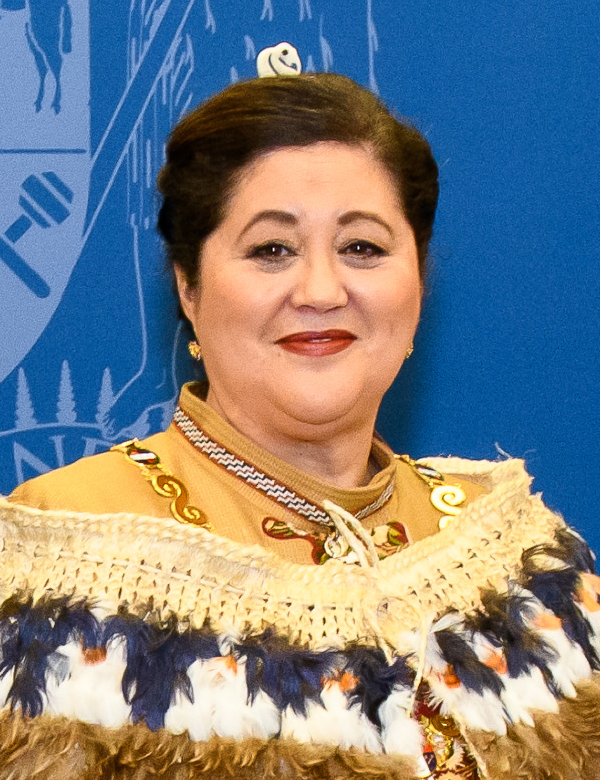
La governatrice generale il 21 ottobre 2021, poco dopo l'investitura.

La neo-governatrice ha prestato giuramento come governatore generale dal chief justice, Helen Winkelmann, in Parlamento il 21 ottobre. La cerimonia è stata più piccola del solito a causa delle restrizioni anti COVID-19 sulle dimensioni degli assembramenti.

## Vita privata
Kiro è stata sposata con l'architetto Chris Kuchel per 30 anni e ha avuto due figli. Cinque anni dopo la separazione, ha incontrato il suo attuale marito, il medico di famiglia Richard Davies, ed è matrigna dei suoi due figli.

## Titoli e trattamento
Durante il conferimento delle Onorificenze di Capodanno del 2021, Cindy Kiro è stata nominata Dama dell'Ordine al Merito della Nuova Zelanda, per i servizi al benessere e all'educazione dei bambini.
Il 9 agosto 2021, Cindy Kiro è stata nominata come aggiuntiva Dama Gran Compagna dell'Ordine al Merito della Nuova Zelanda e come aggiuntiva Dama dell'Ordine di Servizio della Regina in preparazione per diventare governatore generale. Come governatore generale, Cindy Kiro ha il diritto di essere nominata "Sua Eccellenza" mentre è in carica e "The Right Honourable" per tutta la vita.